# Dasybasis padix
Dasybasis padix är en tvåvingeart som först beskrevs av Taylor 1917.  Dasybasis padix ingår i släktet Dasybasis och familjen bromsar. Inga underarter finns listade i Catalogue of Life.